# Charles Zwickert
Charles Zwickert, né le 26 mars 1920 et mort le 27 septembre 2005, est un homme politique français.

## Détail des fonctions et des mandats
Mandat parlementaire
- 15 octobre 1966 - 1er octobre 1986 : Sénateur du Haut-Rhin